# Мадлин Милер
 
Мадлин Милер (енгл. Madeline Miller, Бостон, Масачусетс, 24. јул 1978) је америчка књижевница, ауторка The Song of Achilles (Ахилове песме) (2011) и Circe (Кирке) (2018). Милер је провела десет година пишући Ахилову песму док је радила као учитељица латинског и грчког. Роман говори о љубави између митолошких ликова Ахила и Патрокла; освојио је Женску награду за белетристику, чиме је Милер била четврти дебитантски романописац који је освојио ову награду. Добитница је Алексових награда 2019.

## Биографија
Милер је рођена 24. јула 1978. у Бостону, а одрасла је у Њујорку и Филаделфији. Милер је похађала Универзитет Браун, завршивши основне и и мастер студије из класичних наука (2000. и 2001). Почела је да пише свој први роман, Ахилова песма након што је режирала продукцију Troilus and Cressida. Рекла је да је сцена у представи која приказује Патроклову смрт изазвала њено интересовање да исприча њихову причу и подстакла је да почне да пише. Пре овог тренутка, већ је имала дубоко интересовање за грчку митологију и класику. Њена мајка, библиотекарка, почела је да јој чита Илијаду са пет година, а латински је почела да учи са 11.
Након што је дипломирала, Милер је наставила да предаје латински, грчки и Шекспира средњошколцима. Док је радила као учитељица, Милер је наставила рад на свом роману.
Касније је годину дана студирала на Комитету за друштвену мисао Универзитета у Чикагу радећи на докторским студијама и од 2009. до 2010. године на Школи драме Јејла за магистериј из драматургије и драмске критике.
Она је разговарала о томе колико дуго је КОВИД утицао на њен живот од инфекције КОВИД-19 у фебруару 2020. У тексту у The Washington Post у августу 2023. рекла је да је након три године боловања од те болести повратила способност писања, али се њен умор погоршао.

## Новеле

### Песма о Ахилеју
Ахилова песма, Милеров дебитантски роман, објављен је у септембру 2011. За писање књиге требало јој је десет година. Смештен у Грчку, роман прича причу из Патрокловог угла и везе која је расла између њега и Ахила. Роман је освојио 17. годишњу Женску награду за белетристику.

### Кирка
Кирка, други Милеров роман, објављен је 10. априла 2018. Књига је модерно реинтерпретирана и испричана из перспективе Кирке, чаробнице у грчкој митологији која је представљена у Хомеровој Одисеји. Paste је Кирку рангирао као другу највећу књигу 2010-их. Tutor House је Кирку уврстио у своје најбоље књиге за студенте класике 2021. Адаптација књиге од 8 делова мини серије добила је зелено светло за HBO Max. Рик Јафа и Аманда Силвер би требало да напишу и продуцирају адаптацију.

### Галатеа
Кратка прича првобитно објављена као е-књига 2013. Касније је објављен у тврдом повезу у марту 2022. Роман је препричавање грчког мита о Пигмалиону из перспективе вајара кипа.

### Хераклов лук
Кратка прича садржана у оквиру Ахилове песме, објављене 7. августа 2012. Сагледава из Филоктетове перспективе како је претрпео ујед змије и како су га његови сапутници напустили. Велики део приче одвија се као дијалог између Филоктета и имагинарног Херакла, мада се у њој појављују и други ликови из Ахилове песме.

### Персефона
У децембру 2021, Милер је објавила путем Инстаграм поста да ради на свом новом роману, о богињи Персефони.

## Жанр, стил и утицаји
Милер је позната по писању митолошког реализма. Милерови романи поново замишљају приче из грчке митологије, док се фокусирају на теме које она сматра ванвременским, попут дисфункционалних породица и носталгије. Рекла је да сматра релевантним за препричавање Одисеје јер се односи на „универзална људска искуства“. У једном интервјуу, Милер је рекла да жанр види као „пропустљив и променљив“ , али је рекла да се њене књиге могу окарактерисати као „или литерарна адаптација или митолошки реализам. Или само обична стара фикција!“. Милер је ипак рекла да је њен приступ оригиналном материјалу био сасвим другачији за њена два романа. У Ахиловој песми она је узела постојећу причу „већ скривену у материјалу“, а за Кирку је оспорила класичне текстове тако што је избацила Одисејев глас и заменила га Киркиним, више „субверзивним препричавањем“.
Милер је рекла новинару The Guardian да су њене инспирације Дејвид Мичел, Лори Мур, Ен Карсон и Вергилије. Милер је изразила "мржњу" и "висцерално гађење" према књизи Ајн Ренд The Fountainhead (Величанствени извор). Како је и сама назначила, мрзи „идеје иза тога“. Уместо тога, више воли књиге Џејмса Хериота и Чинуа Ачебеа.

## Награде
| Књига                | Награда                            | Резултат      | Реф.   |
| -------------------- | ---------------------------------- | ------------- | ------ |
| Ахилова песма (2011) | Chautauqua Prize                   | Финалиста     | [ 25 ] |
| Ахилова песма (2011) | Gaylactic Spectrum Awards          | Освојено      | [ 26 ] |
| Ахилова песма (2011) | Женска награда за белетристику     | Освојено      | [ 9 ]  |
| Ахилова песма (2011) | Stonewall Book Award               | Почасна књига | [ 27 ] |
| Кирка (2018)         | Athenaeum Literary Award           | Освојено      | [ 28 ] |
| Кирка (2018)         | Goodreads Choice Award (фантазија) | Освојено      | [ 29 ] |
| Кирка (2018)         | The Kitschies (Red Tentacle)       | Освојено      | [ 30 ] |
| Кирка (2018)         | Mythopoeic Fantasy Award           | Финалиста     | [ 31 ] |
| Кирка (2018)         | Женска награда за белетристику     | Ужи избор     | [ 32 ] |